# Allibaudières
Allibaudières ist eine französische Gemeinde mit 211 Einwohnern (Stand 1. Januar 2022) im Département Aube in der Region Grand Est; sie gehört zum Arrondissement Troyes und zum Kanton Arcis-sur-Aube.
Allibaudières liegt am Flüsschen Herbissonne, einem rechten Zufluss der Aube in der Champagne crayeuse. An der Gemeinde vorbei führt die Bahnstrecke Coolus–Sens.

## Bevölkerungsentwicklung
| Jahr      | 1962 | 1968 | 1975 | 1982 | 1990 | 1999 | 2008 | 2018 |
| Einwohner | 231  | 233  | 221  | 241  | 244  | 269  | 258  | 207  |

## Sehenswürdigkeiten
- Kirche Cinq-Plaies-du-Christ (Kirche und Ausstattung als Monuments historiques geschützt)